# Papillaria viridata
Papillaria viridata är en bladmossart som beskrevs av C. Müller och Brotherus 1900. Papillaria viridata ingår i släktet Papillaria och familjen Meteoriaceae. Inga underarter finns listade i Catalogue of Life.